# Säynejärvi (sjö i Finland)
Säynejärvi är en sjö i Finland. Den ligger i kommunen Kides i landskapet Norra Karelen, i den sydöstra delen av landet, 300 km nordost om huvudstaden Helsingfors. Säynejärvi ligger 83,3 meter över havet. Den är 25 meter djup. Arean är 8,88 kvadratkilometer och strandlinjen är 31,29 kilometer lång. Sjön  ingår i Tohmajokis huvudavrinningsområde.   I omgivningarna runt Säynejärvi växer i huvudsak blandskog. Den sträcker sig 6,0 kilometer i nord-sydlig riktning, och 4,6 kilometer i öst-västlig riktning.
I övrigt finns följande i Säynejärvi:
- Suosaari (en ö)
- Kalliosaari (en ö)
- Kaksossaaret (en ö)
- Inkansaari (en ö)
- Saunasaari (en ö)
- Kertonsaari (en ö)
- Sittasaari (en ö)
- Pieni Vora (en ö)
- Punasaari (en ö)
- Palosaari (en ö)
- Oinassaari (en ö)
- Iso Vora (en ö)
- Ruohikkoluoto (en ö)
- Pieni Kirrikallio (en ö)
- Iso Kirrikallio (en ö)
- Liukunsaari (en ö)